# 佛深高速动车组列车
佛深高速动车组列车是中华人民共和国中国铁路高速往来于广东省佛山市及经济特区深圳市之间的高速动车组列车，自2017年8月18日起开行。

## 歷史
因應佛山西站於2017年8月18日啟用，鐵路當局於當天起修改廣深高速动车组列车的班次安排。

## 時刻表
| G6217次 | G6217次 | 停靠站 | G6212次 | G6212次 |
| 到点    | 开点    | 停靠站 | 到点    | 开点    |
| ------- | ------- | ------ | ------- | ------- |
| －      | 14:24   | 佛山西 | 13:48   | －      |
| 14:44   | 14:50   | 廣州南 | 13:19   | 13:28   |
| 15:07   | 15:09   | 虎门   | 13:00   | 13:02   |
| 15:26   | －      | 深圳北 | 12:40   | 12:43   |
| －      | －      | 福田   | －      | 12:32   |

- 其他行駛佛山西與深圳北間之車次
  - 邕深高速动车组列车（於廣東省內停虎門站、廣州南站）
    - 上行（G2914次）：深圳北開12:22、到佛山西13:22
    - 下行（G2915次）：佛山西開21:23、到深圳北22:24

  - 贵深高速动车组列车（於廣東省內停廣州南站）
    - 下行（G2929次）：佛山西開13:34、到深圳北14:28
    - 上行（G2930次）：深圳北開14:49、到佛山西15:48